# فيليب أوجراد
فيليب أوجراد (بالنرويجية: Philip Øgaard)‏ (و. 1948  م) هو مصور سينمائي نرويجي، ولد في النرويج.

## جوائز
حصل على جوائز منها:
- Amanda Award for Best Cinematography  [لغات أخرى]‏، عن عمل: The Kautokeino Rebellion [الإنجليزية]‏ (2008)
- Filmkritikerprisen  [لغات أخرى]‏، عن عمل: Sweetwater (1988 film) [الإنجليزية]‏، وHotel St. Pauli [الإنجليزية]‏ (1989).

## وصلات خارجية
- فيليب أوجراد على موقع IMDb (الإنجليزية)
- فيليب أوجراد على موقع قاعدة بيانات الأفلام العربية
- فيليب أوجراد على موقع ألو سيني (الفرنسية)
- فيليب أوجراد على موقع أول موفي (الإنجليزية)
- فيليب أوجراد على موقع قاعدة بيانات الأفلام السويدية (السويدية)
- فيليب أوجراد على موقع قاعدة بيانات الفيلم (الإنجليزية)
- فيليب أوجراد على موقع كينوبويسك (الروسية)